# 野球カステラ
野球カステラ（やきゅうカステラ）は、小麦粉や鶏卵や砂糖や蜂蜜などの材料を混ぜ合わせ、グラブやバットなどの野球道具を模した型で焼き上げた日本の焼き菓子。大きさや口当たり、味はベビーカステラに近い。
兵庫県神戸市が発祥とされる。

## 歴史
兵庫県神戸市東灘区にある、現在の本高砂屋が1921年（大正10年）に「野球」を商標・意匠登録し、同時期に製造していたことが記録に残っている。
瓦煎餅の製造業者が、サブメニューとして販売するようになったとされる。その後、煎餅店の交流や独立により各地に広がったとものと考えられる 。
2020年の時点で、神戸市では製造元が約10店（9店とも）まで減少した。製造業者の減少は、瓦煎餅製造者のそれと軌を一にしているとも指摘されている。
この状況で、関心を持った神戸市役所職員がルーツなどについて調査していることが2020年6月に神戸新聞にて報じられた。また、同年11月に本高砂屋は、約50年ぶりに期間限定で復刻製造することを告知した。この復刻製造は、神戸市内の特定非営利活動法人 (NPO)から提案のあった「オリジナル野球カステラ復刻プロジェクト」に、神戸煎餅協会が協力して、協会の会員企業である本高砂屋が実施することになったものである 。

## 形状
ほとんどの店の野球カステラは明治期から昭和初期にかけての野球道具の形をしており、「グラブ」「キャッチャーミット」 「バット」「ボール」「帽子」 「インジケーター」 「鞄」「キャッチャーマスク」「優勝カップ」「優勝旗」「アルファベット」などがある。例えばグラブは手首のストラップの留めがボタンであるほか、帽子は8パネル、主審がボールカウントを記録するインジケーターはボールとストライクのみでアウトがないなど古い野球道具の仕様となっている  。前出の神戸市職員は、鞄の形のカステラはインジケーターからの派生と考えている。

## 販売店舗
- きなり[7]（兵庫県神戸市灘区水道筋）[要出典]
- 十字堂（兵庫県神戸市中央区上筒井通）[要出典]
- 手焼き煎餅おおたに[8]（兵庫県神戸市中央区割塚通）[1]
- 久井堂[9]（兵庫県神戸市兵庫区下祇園町）[10][リンク切れ]
- 菊水せんべい[11]（兵庫県神戸市長田区六番町）[要出典]
- 八木新月堂[12]（兵庫県神戸市長田区長田町）[要出典]

## 製造方法
鋳鉄や真鍮製の焼き型2枚で流し込んだ生地を挟み両面を数回回転させて焼き上げる 。焼き上がるまで型を開いて確認できないため、回転のタイミングなどは職人の技量が求められる 。通常、焼き型は4丁（本）セットで製造される。
焼き型は1つの重さが6kgもあり、職人の高齢化により廃業となるケースも出ている。